# Georgia Tennant

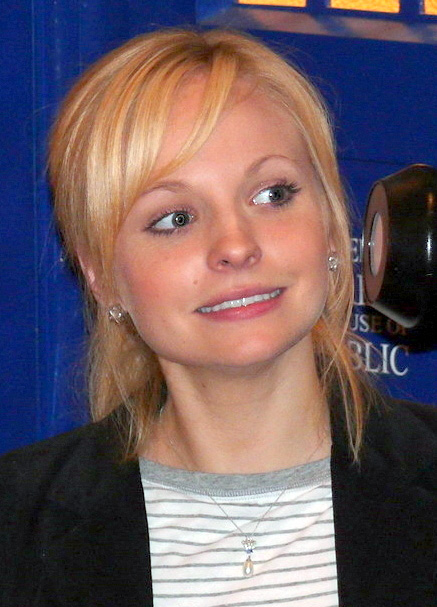
Georgia Moffett (2008)

Georgia Elizabeth Tennant (geb. Moffett; * 25. Dezember 1984 in London) ist eine britische Schauspielerin und Produzentin. Sie spielte in verschiedenen britischen Fernsehserien mit, darunter The Bill, Casualty, Merlin und Doctor Who.

## Leben
Georgia Moffett wurde 1984 als Tochter der Schauspieler Peter Davison (eigentlich Peter Moffett) und Sandra Dickinson in London geboren. Sie besuchte die St Edward’s School in Oxford. 2002 brachte sie im Alter von 17 Jahren einen Sohn, Ty, zur Welt. Heute ist sie Schirmherrin einer Stiftung, die sich um Aufklärung und Unterstützung bei Teenagerschwangerschaften bemüht.
Während der Dreharbeiten zur Serie Doctor Who lernte Moffett 2007 David Tennant kennen, den Darsteller des 10. Doktors. Seit 2008 sind sie liiert, seit Dezember 2011 verheiratet. Mit der Eheschließung nahmen Moffett und ihr ältester Sohn den Nachnamen Tennant an – im beruflichen Kontext nutzte sie allerdings noch eine Zeit lang beide Namen parallel (so wird sie beispielsweise in The Five(ish) Doctors Reboot zugleich als Produzentin Georgia Tennant und als Darstellerin Georgia Moffett geführt). Die erste gemeinsame Tochter des Paares kam im März 2011 zur Welt, im selben Jahr adoptierte David Tennant außerdem Georgias damals zehnjährigen Sohn. 2013 wurde ein gemeinsamer Sohn geboren, 2015 die zweite Tochter. Alle vier Kinder hatten bereits kleine Gastauftritte in verschiedenen Filmprojekten ihrer Eltern. Der älteste Sohn Ty entschied sich inzwischen, für seinen professionellen beruflichen Werdegang in die Fußstapfen seiner Eltern zu treten, und war bereits in verschiedenen Filmrollen, unter anderem als einer der Hauptdarsteller in Tolkien zu sehen. Georgia Tennant ist im Gegensatz zu ihrem Ehemann in den sozialen Medien sehr aktiv, ihre Kinder versuchen die beiden allerdings mit einigem Erfolg vor dem Medienrummel und Eingriffen in ihre Privatsphäre zu schützen. Auch in Interviews vermeiden sie es, wenn möglich, über ihr Privatleben zu sprechen. Am 13. Oktober 2019 gab sie über Instagram die Geburt der dritten gemeinsamen Tochter bekannt.
Die Familie lebt in London.

## Karriere
Ihre erste Rolle als Schauspielerin hatte sie in der Fernsehserie Peak Practice im Alter von 14 Jahren. Es folgten Rollen in mehreren Fernsehserien und Fernsehfilmen. 2007 wirkte sie in einer Folge der Serie The Last Detective mit, in der ihr Vater Peter Davison die Hauptrolle spielt. Im selben Jahr war sie mit ihm zusammen im Fernsehmehrteiler Fear, Stress And Anger zu sehen.
2008 spielte sie Jenny, die Tochter des Doktors in der britischen Science-Fiction-Familienserie Doctor Who. Moffets Vater Peter Davison war 27 Jahre zuvor in der Titelrolle bekannt geworden, der 2006–2010 amtierende Hauptdarsteller David Tennant kommentierte daher: „Wir lernen die Tochter des Doctors kennen, gespielt von der Tochter des Doctors“. Im selben Jahr folgte eine Rolle in der ersten Staffel der BBC-Three-Serie Spooks: Code 9. 2009 spielte Moffett in zwei Folgen der 24. Staffel der Arztserie Casualty mit, nachdem sie dort bereits 2007 in einer Folge mitgewirkt hatte. Ebenfalls 2009 übernahm sie eine Sprechrolle in der Doctor-Who-Animationsserie Dreamland, die auf BBC One und der Doctor-Who-Website veröffentlicht wurde. Darin spricht sie die Rolle der Cassie Rice, einer Begleiterin des Doktors. 2011 war sie in der BBC-Comedy-Serie White Van Man als Emma zu sehen.
Ihr Theaterdebüt gab sie im März 2007 in der Rolle der Mathilde Verlaine in der Aufführung von Christopher Hamptons Total Eclipse in der Menier Chocolate Factory. Im Juni 2010 spielte sie die Rolle der Leila im Theaterstück Hens unter Regie von Peter Gill. Das Stück wurde in den Londoner Riverside Studios aufgeführt und im Rahmen der Reihe Sky Arts Playhouse: Live vom Sparten-Fernsehsender Sky Arts ausgestrahlt. 2012 folgte What the Butler Saw am Londoner Vaudeville Theatre.
2013 kehrte Georgia Tennant in einer Doppelrolle zum Doctor-Who-Franchise zurück, indem sie den Kurzfilm ihres Vaters The Five(ish) Doctors Reboot unter ihrem Ehenamen produzierte und zugleich unter ihrem Mädchennamen mehrere kurze Gastauftritte darin hatte. In dem Comedy-Special zum 50. Jahrestag der Erstausstrahlung 1963, in welchem neben zahlreichen weiteren Ex-Doctor-Who-Mitwirkenden und teils deren realen Familien auch ihr Mann, ihr Vater und ihre beiden ältesten Kinder zu sehen sind, spielen fast alle Darsteller selbstironisch verzerrte Parodien ihrer selbst. Es handelt sich um Georgia Tennants erste Eigenproduktion.
2015 produzierte sie den Kurzfilm 96 Ways to Say I Love You ihrer Freundin Daisy Aitkens, in dem auch ihr Mann und weitere ehemalige Doctor-Who-Darsteller wie Nina Sosanya auftraten. Für Aitkens’ ersten Kinofilm, You, Me & Him übernahm Tennant nicht nur erneut die Produktion, sondern steuerte mit ihrem Mann und Unterstützung ihres Vaters auch einen Großteil des Budgets bei. Das Ehepaar heuerte außerdem eine Vielzahl verwandter und befreundeter Schauspieler an (darunter Sandra Dickinson und Sarah Parish), übernahm selbst Rollen und vergab kleine Nebenrollen auch an die gemeinsamen Kinder. Dies ermöglichte die erfolgreiche Umsetzung des Projektes als Low-Budget-Film von nur 160 000 US-Dollar.

## Filmografie (Auswahl)
Schauspielerin
- 1999: Peak Practice (Fernsehserie, 4 Episoden)
- 2002–2009: The Bill (Fernsehserie, 26 Episoden)
- 2004: The Second Quest (Fernsehfilm)
- 2004–2005: Where the Heart Is (Fernsehserie, 17 Episoden)
- 2004, 2014: Holby City (Fernsehserie, 2 Episoden)
- 2005: Tom Brown’s Schooldays (Fernsehfilm)
- 2005: Like Father Like Son (Fernsehfilm)
- 2007: Bonkers (Fernsehserie, 4 Episoden)
- 2007: Fear, Stress and Anger (Fernsehserie, 6 Episoden)
- 2007: The Last Detective (Fernsehserie, 1 Episode)
- 2007, 2009, 2014: Casualty (Fernsehserie, 4 Episoden)
- 2008: My Family (Fernsehserie, 1 Episode)
- 2008: Doctor Who (Fernsehserie, Episode 4x06 The Doctor’s Daughter)
- 2008: Spooks: Code 9 (Fernsehserie, 6 Episoden)
- 2009: Agatha Christie’s Marple (Fernsehserie, Episode Ein Schritt ins Leere)
- 2009: Doctor Who: Dreamland (Fernsehserie, 6 Episoden, Sprechrolle)
- 2009: Merlin – Die neuen Abenteuer (Merlin, Fernsehserie, Episode 2x10 In Liebe verzaubert)
- 2010: Der Kuss des Sandmanns (Thorne: Sleepyhead, Miniserie, 2 Episoden)
- 2011–2012: White Van Man (Fernsehserie, 13 Episoden)
- 2013: The Five(ish) Doctors Reboot (Fernsehfilm)
- 2014: Osiris
- 2015: 96 Ways to Say I Love You (Kurzfilm)
- 2017: In the Dark (Miniserie, 4 Episoden)
- 2017: You, Me and Him
- 2020: Screening (Kurzfilm)
- 2020–2021: Staged (Fernsehserie, 14 Episoden)
- 2022: Meet the Richardsons (Fernsehserie, 1 Episode)

Filmproduzentin
- 2013: The Five(ish) Doctors Reboot (Fernsehfilm)
- 2015: 96 Ways to Say I Love You (Kurzfilm)
- 2016: The Exit (Kurzfilm)
- 2017: You, Me and Him
- 2020–2021: Staged (Fernsehserie, 14 Episoden)

## Theatrografie
- 2007: Total Eclipse (Menier Chocolate Factory, London)
- 2010: Hens (Riverside Studios, London)
- 2012: What the Butler Saw (Vaudeville Theatre, London)